# Eva Hartmanová
Eva Hartmanová, coniugata Zemanová (Ústí nad Labem, 3 maggio 1958), è un'ex cestista cecoslovacca.

## Carriera
Con la Cecoslovacchia ha disputato i Campionati europei del 1983.